# Сонспув

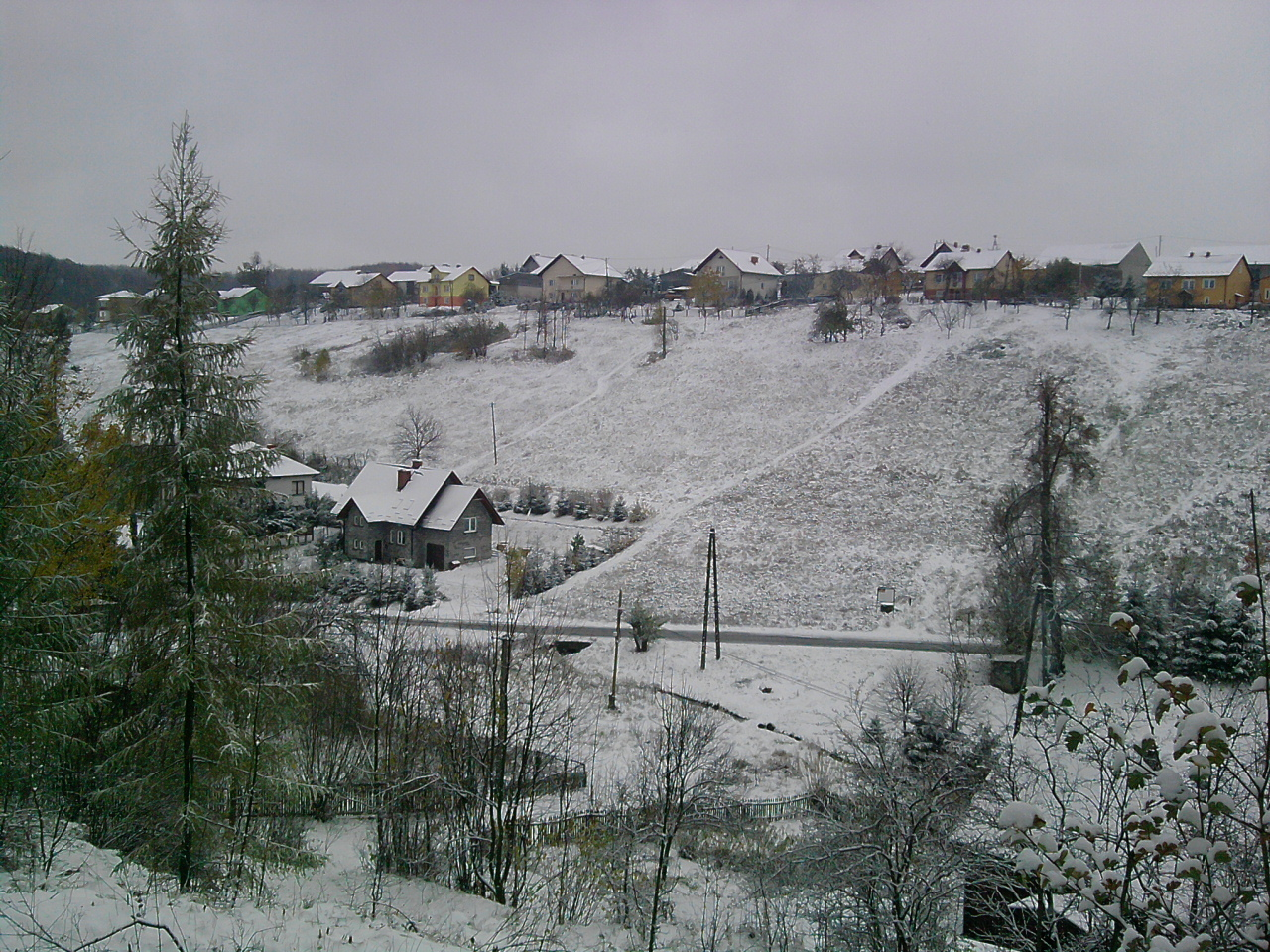
Вид села зимой

Со́нспув (пол. Sąspów) — село в Польше в сельской гмине Ежмановице-Пшегиня Краковского повета Малопольского воеводства.

## География
Село располагается в 2 км от административного центра гмины села Ежмановице и в 23 км от административного центра воеводства города Краков.
Село располагается на Краковско-Ченстоховской возвышенности. Через село протекает река Сонспувка.
Село состоит из частей с собственными наименованиями: Буковец-Дужи, Буковец-Малы, Домбрувка, Госцинец, Лепянка, Подкалинув, Поремба, Сонспув-Дул, Скотница, Слупянка, Соколец, Строна-Гуральска, Строна-Косцельна, Вымыслув и Забугае.

## История
Первое упоминание о селе относится к 1326 году. В 1518 году в селе была открыта церковно-приходская школа. В 1550 году воевода Станислав Шафранец, принимавший активное участие в реформаторском движении, организовал в селе кальвинистскую общину. До XVII века село принадлежало шляхетскому роду Залков и Сонсповских. В 1791 году в селе проживало 436 человек.
В начале 60-х годов XX столетия на территории села были обнаружены неолитические стоянки и ископаемые останки пещерного медведя, мамонта, пещерной гиены и северного оленя.
В 1975—1998 годах село входило в состав Краковского воеводства.

## Население
По состоянию на 2013 год в селе проживало 1355 человек.
| 2010 | 2013 |
| ---- | ---- |
| 1345 | 1355 |

| Перепись  | Всего   | Всего | Женщины | Женщины | Мужчины | Мужчины |
| --------- | ------- | ----- | ------- | ------- | ------- | ------- |
| Единицы   | человек | %     | человек | %       | человек | %       |
| Население | 1355    | 100   | 697     |         | 658     |         |

## Социальная структура
В селе находится начальная школа, основанная в 50-е годы XX столетия.

## Достопримечательности
- Церковь святой Екатерины, построенная в 1760 году. Памятник культуры Малопольского воеводства[4].